# Сер Найджел
«Сер Найджел» (англ. Sir Nigel) (1906), (інша назва «Сер Найгель») (англ. Sir Nigel) - історичний роман у романтичному стилі шотландського письменника Артура Конан Дойла.
Книга хронологічно передує роману «Білий Загін» і має з ним спільних героїв - англійського лучника йомена Семкина Ейлварда, сера Лоринга.
Роман оповідає про юність головного героя книги Найджела Лоринга на службі у короля Англії, Нормандії й Аквітанії Едварда III Англійського на початку Столітньої Війни. Дія відбувається на території Англії, Франції й у протоці Ла-Манш в 1349-56 р., під час розквіту лицарства.
У романі, написаному яскравою живою мовою, досить цікаво, але трохи ідеалізовано передане життя англійських лучників і лицарів того часу.

## Головні герої
- Найджел Лоринг
- Мері Баттесторн - дама серця головного героя
- Семкин Ейлвард - англійський лучник
- буланий кінь Поммерс